# Teatro Aguascalientes
El Teatro Aguascalientes es un edificio dedicado para la presentación de eventos culturales y espectáculos escénicos de Aguascalientes. Es uno de los teatros más importantes de la ciudad de Aguascalientes, obra del arquitecto Abraham Zabludowsky. Ubicado junto al parque Rodolfo Landeros y el Museo Descubre, su diseño arquitectónico es de estilo modernista.
Se encuentra sobre la avenida José María Chávez, S/N, col. Jardines de la Asunción.
Se considera que es un edificio adecuado para la promoción de la cultura y el arte de la ciudad. Durante la Feria Nacional de San Marcos, en este espacio se realiza un espectáculo folclórico llamado “Ferial”. Además de conciertos de música clásica, música popular, obras de teatro y ballet.

## Historia

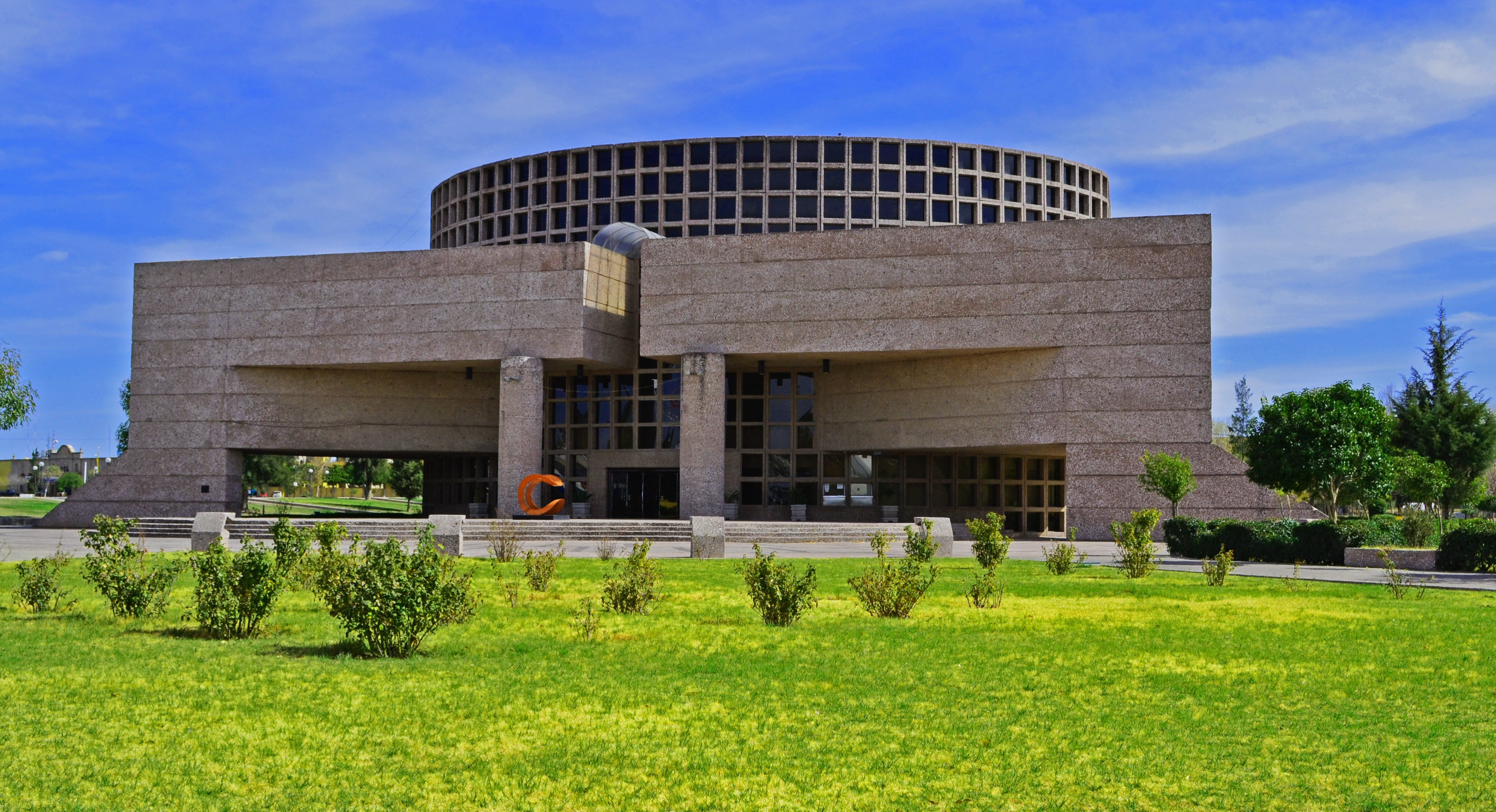
Fachada Teatro Aguascalientes

El Teatro Aguascalientes fue construido por el gobierno del estado, e inaugurado el 3 de octubre de 1991, con la obra Antología de la Zarzuela, dirigida por José Tamayo.
El proyecto fue dirigido por el arquitecto Abraham Zabludovsky y su socio Teodoro González de León; quienes también son autores de obras arquitectónica como el Auditorio Nacional.
Abraham Zabludovsky se basó en el estilo moderno y tomó como influencias la arquitectura prehispánica, donde hay grandes masas en los huecos, en oposición al concepto del mundo moderno. El repertorio formal incluye pendientes tipo piso y paneles horizontales rectos; lo que hace referencia al monumento arquitectónico mesoamericano. En el caso del Teatro Aguascalientes, la simetría se completa con la retícula que introduce luz al gran salón que dispersa a los visitantes en el interior de cada sala. Uno de los lenguajes formales del artista Zabludovsky es el juego de texturas del yeso martillado.  
En el teatro Aguascalientes se eligió usar piedras rosas para luego usar la técnica martelinar. El resultado es una superficie porosa que oculta los defectos del costoso modelo. El exterior del edificio en esta gran masa es liso, contrastando entre la sombra y la luz, lo que muestra la grandeza del edificio.

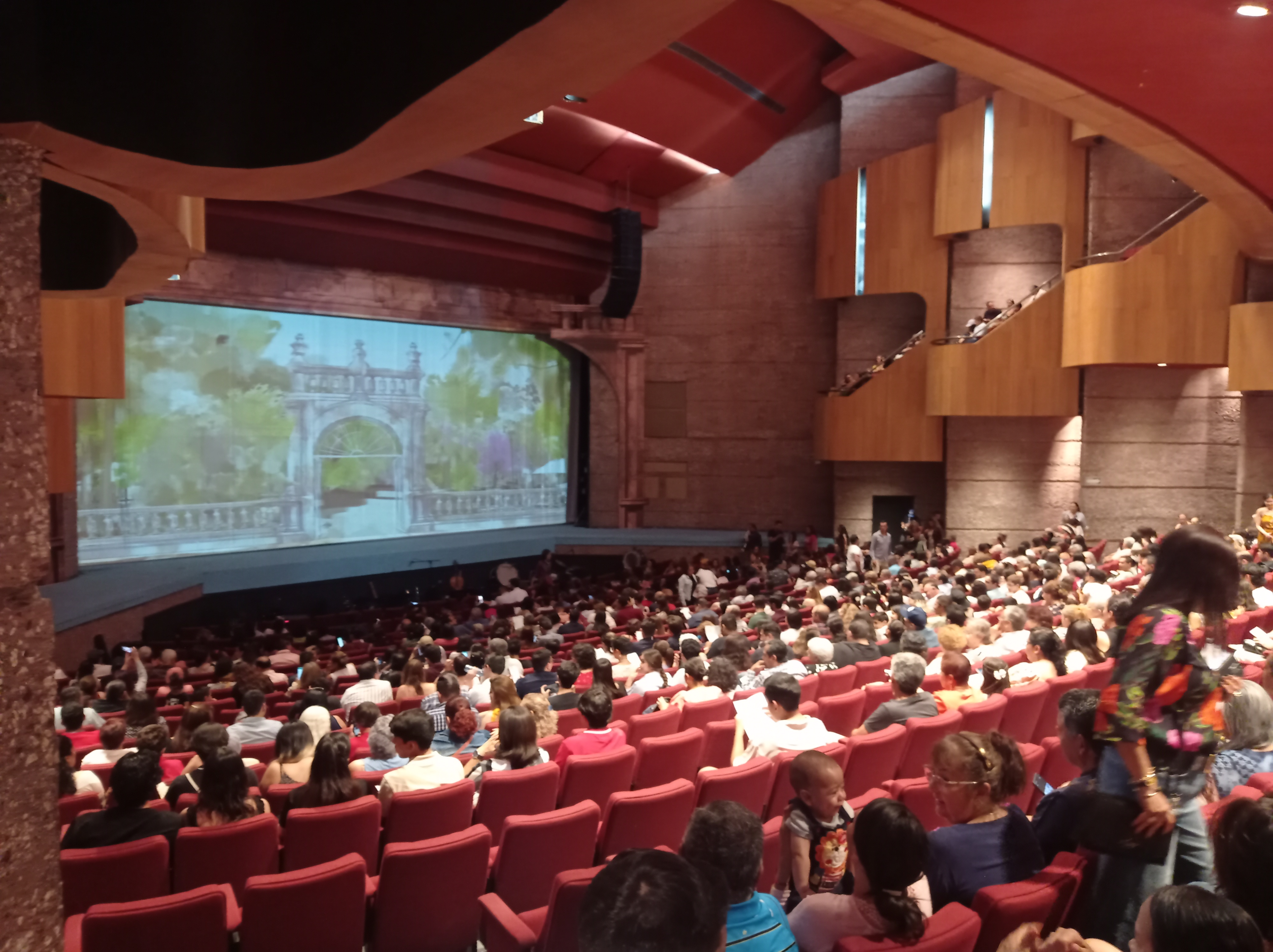
Interior del Teatro Aguascalientes

## Descripción
El teatro cuenta con una gran explanada con aparcamiento para 300 automóviles, además de jardines. Dispone de recibidor, salón y escenario. En el interior, el espacio se amplía a medida que la galería recorre toda la fachada y se accede a ella por un par de escaleras a ambos lados del primer tramo. Hay cinco puertas a cada lado del pasillo para hacer circular el aire hacia los asientos. El nivel superior de la sala consta de una galería y seis palcos, cada uno de los cuales tiene capacidad para seis espectadores. Esta sala tiene capacidad para 1650 personas. Está equipado con aire acondicionado, sonido e iluminación digital. El escenario tiene 15 metros de ancho y 13 metros de profundidad.
Su aforo se distribuye en :
- 1589 localidades fijas y numeradas
- 1070 luneta
- 459 primer piso
- 60 palcos[4]

### Escenario
El escenario es tipo italiano con concha acústica cerrada.

### Servicios
- Taquilla
- Vestíbulo
- Cafetería
- Restaurante
- Bar
- Atención a discapacitados
- Rampas
- Estacionamiento
- Sanitarios[4]